# Eczemotes atomaria
Eczemotes atomaria är en skalbaggsart som beskrevs av Francis Polkinghorne Pascoe 1864. Eczemotes atomaria ingår i släktet Eczemotes och familjen långhorningar. Inga underarter finns listade i Catalogue of Life.